# فیلیپو باندینلی
فیلیپو باندینلی (انگلیسی: Filippo Bandinelli؛ زادهٔ ۲۹ مارس ۱۹۹۵) بازیکن فوتبال اهل ایتالیا است.
از باشگاه‌هایی که در آن بازی کرده‌است می‌توان به باشگاه فوتبال پروجا و باشگاه فوتبال فیورنتینا اشاره کرد.